# Ваді-ель-Араба

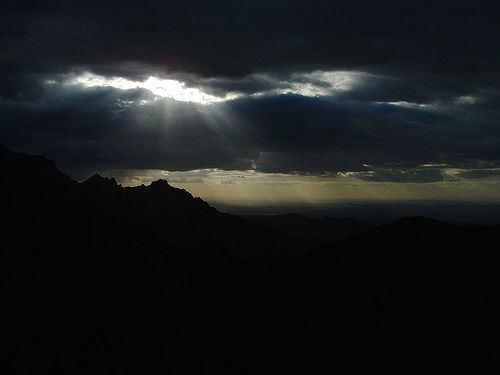
Проходження холодного фронту над Ваді-ель-Араба, Йорданія

30°25′01″ пн. ш. 35°09′05″ сх. д. / 30.416944444444° пн. ш. 35.151388888889° сх. д.
Ваді-ель-Араба (араб. وادي عربة, Wādī ʻAraba), Арава, Га-Арава (івр. הָעֲרָבָה, HaArava) — рифтова долина на Близькому Сході, частина Великої рифтової долини, розташована між Мертвим морем на півночі й Акабською затокою Червоного моря на півдні. По долині проходить державний кордон між Ізраїлем на заході та Йорданією на сході.

## Загальний опис
Довжина долини близько 166 км. Топографічно ця область поділена на три частини. Від Акабської затоки на півночі поверхня долини поступово здіймається протягом 77 км, досягаючи висоти 230 м над рівнем моря, у точці вододілу Мертвого і Червоного морів. Далі на північ рельєф поступово знижується до 0 м над рівнем моря за 15 км на південь від Мертвого моря. З цієї точки починається різкий нахил до Мертвого моря, яке на 417 м нижче рівня моря і є найнижчою точкою суші на землі.
Клімат Арави вельми спекотний і сухий, тому долина малонаселена. Згідно з даними йорданської адміністрації району Ваді-Араба, населення цього району становить 6775 осіб. Тут мешкає 5 великих племен, що утворюють 8 постійних поселень на Йорданському боці. Це племена: Al-S'eediyeen (араб. السعيديين), Al-Ihewat (الإحيوات), Al-Ammareen (العمارين), Al-Rashaideh (الرشايدة), and Al-Azazmeh (العزازمة), а також дрібні племена Al-Oseifat (العصيفات), Al-Rawajfeh (الرواجفة), Al-Manaja'h (المناجعة), й Al-Marzaqa (المرزقة). Провідними видами економічної діяльності для мешканців Арави є сільське господарство, зокрема випас овець, ремесла та обслуговування Арабської Йорданської армії.
На ізраїльському боці існує кілька кібуців. Найстарішим кібуцем долини є Йотвата (івр. יָטְבָתָה), заснований у 1957 році. Йотвата було названо на честь древнього міста в долині, що згадується в Біблії. Кібуц Лотан (івр. לוֹטָן), який є одним із новітніх ізраїльських кібуців, має центр спостереження за птахами.
У біблійні часи цей район був центром виробництва міді; цар Соломон, ймовірно, мав тут копальні. На теренах Арави в давні часи розташовувалась держава Ідумея, а схід долини був родиною набатеїв, будівельників міста Петра.
Долина вельми мальовнича; для неї характерні барвисті та гострі скелі. Ізраїльський парк Тімна відомий своїми доісторичними наскельними малюнками, найдавнішими мідними рудниками у світі та звивистою скелею, що називається стовпами царя Соломона. Місцевість Ваді-Рум на йорданському боці всесвітньо відома серед альпіністів, туристів і любителів природи. Також дуже відомий екологічний готель Ваді-Файнан, відкритий Фейнані в 2005 році Королівським товариством охорони природи (RSCN).
Уряди Йорданії та Ізраїлю активно сприяють розвитку регіону. Існує план скидати воду з Червоного моря в Мертве море через канал (Канал Двох морів), який прямуватиме цією долиною. Утім, щодо маршруту існують суперечки між двома країнами, в остаточному варіанті було вирішено, що роботи повинні початися з Йорданського боку.
Саме в цій долині 26 жовтня 1994 року була підписана Ізраїльсько-йорданська мирова угода.

## Копальні царя Соломона
Ваді-ель-Араба — давнє місце видобутку міді, відоме під назвою «Копальні царя Соломона». Тип оруднення — мідисті пісковики. Зафіксовано близько 3000 древніх розробок. Ранні з них належать до мідної доби (4 тис. до н. е.), пізніші — до початку н. е. (період римського панування). Основні типи виробок — стволи, штреки, штольні. Максимальна глибина шахт — 36 м, довжина штреків понад 50 м.
Рудники Ваді-ель-Араба, згідно із письмовими свідченнями давніх часів, були широко відомі за назвою «Атика». Рудники Ваді Араба належали фараонам Рамзесидам.
Мідь із Тімни, між іншим, слугувала сировиною для виготовлення великої кількості яскравих мідних штаб, якими оздоблювались палаци й храми Давнього Єгипту, зокрема знаменитий Суддівський палац фараонів. Археологічні розкопки в Тімні виявили численні ознаки стійкого зв'язку гірництва й стародавніх містичних культів. Кожний історичний період мав своє місце й стиль обрядів, починаючи від найдавніших Високих Місць з кам'яними вівтарями й наскельними рисунками, до храмів Нового Царства, присвячених єгипетській богині Хатхор.

### Дослідження
Рудники Ваді-ель-Араба були відкриті в 1845 році. Археолог Н. Глюк, який у 1937 році виявив давні копальні долини річки Тімни, пов'язував їх з Ізраїльсько-Юдейським царством X ст. до н. е. і вважав їх «копальнями царя Соломона», але ґрунтовні дослідження ізраїльських і німецьких археологів під керівництвом Б. Ротенберга довели, що гірнича діяльність у Тімні проводилась єгипетськими фараонами часів Нового Царства.